# Ptychognathus insolitus
Ptychognathus insolitus is een krabbensoort uit de familie van de Varunidae. De wetenschappelijke naam van de soort is voor het eerst geldig gepubliceerd in 2006 door Osawa & N. K. Ng.